# Vicariato Apostólico de El Beni
O Vicariato Apostólico de El Beni (ou Beni para abreviar; em latim: Apostolicus Vicariatus Benensis) é um território eclesiástico missionário da Igreja Latina ou vicariato apostólico. Como território isento, não faz parte de nenhuma província eclesiástica. Sua cátedra fica na sede episcopal de Trinidad (dedicada à Santíssima Trindade), no interior amazônico da Bolívia.

## História
Em 1 de dezembro de 1917, o Papa Bento XV estabeleceu como Vicariato Apostólico de El Beni um território destacado da então Diocese de Santa Cruz de la Sierra (agora uma arquidiocese).
Teve seu território repartido duas vezes em 1942, quando o Papa Pio XII criou o Vicariato Apostólico de Pando e o Vicariato Apostólico de Reyes.
Incomumente para uma jurisdição pré-diocesana, El Beni, repetidamente (desde 1781), recebeu um bispo auxiliar, sendo assim governado por dois bispos titulares.

## Ordinários
Até agora, todos membros dos Frades Menores missionários (OFM).
- Ramón Calvó y Martí, OFM, Bispo Titular de Catenna (13 de agosto de 1919 – † 5 de março de 1926)
- Pedro Francisco Luna Pachón, OFM, Bispo Titular de Titiopolis (10 de julho de 1926 – 1953) Renunciou
- Carlos Anasagasti Zulueta, OFM, Bispo Titular de Caltadria (29 de junho de 1953 – 17 de novembro de 1986) Renunciou
  - Bispo Auxiliar Manuel Eguiguren Galarraga, OFM, Bispo Titular de Salpi (30 de novembro de 1981 – 6 de junho de 2007)
- Julio María Elías Montoya, OFM, Bispo Titular de Cuma (17 de novembro de 1986 – 22 de fevereiro de 2020) Aposentado
  - Bispo Auxiliar Francisco Focardi Mazzocchi, OFM, Bispo Titular de Cenculiana (6 de junho de 2007 – 15 de julho de 2009)
  - Bispo Auxiliar Roberto Bordi, OFM, Bispo Titular de Mutugenna (6 de novembro de 2010 – 11 de fevereiro de 2021)
- Aurelio Pesoa Ribera, OFM (28 de novembro de 2020 - presente)